# 婚約

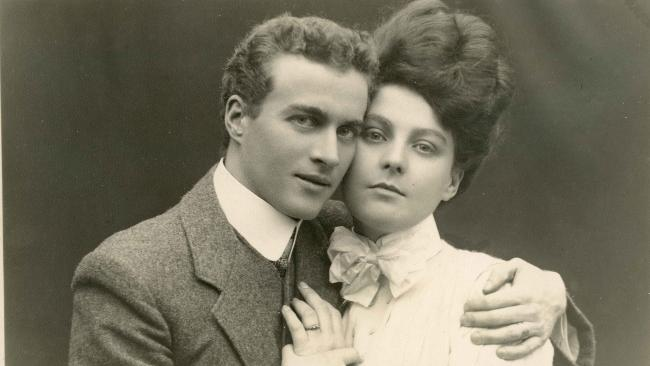
婚約写真。ライオネル・ローグとそのフィアンセ。1906年。

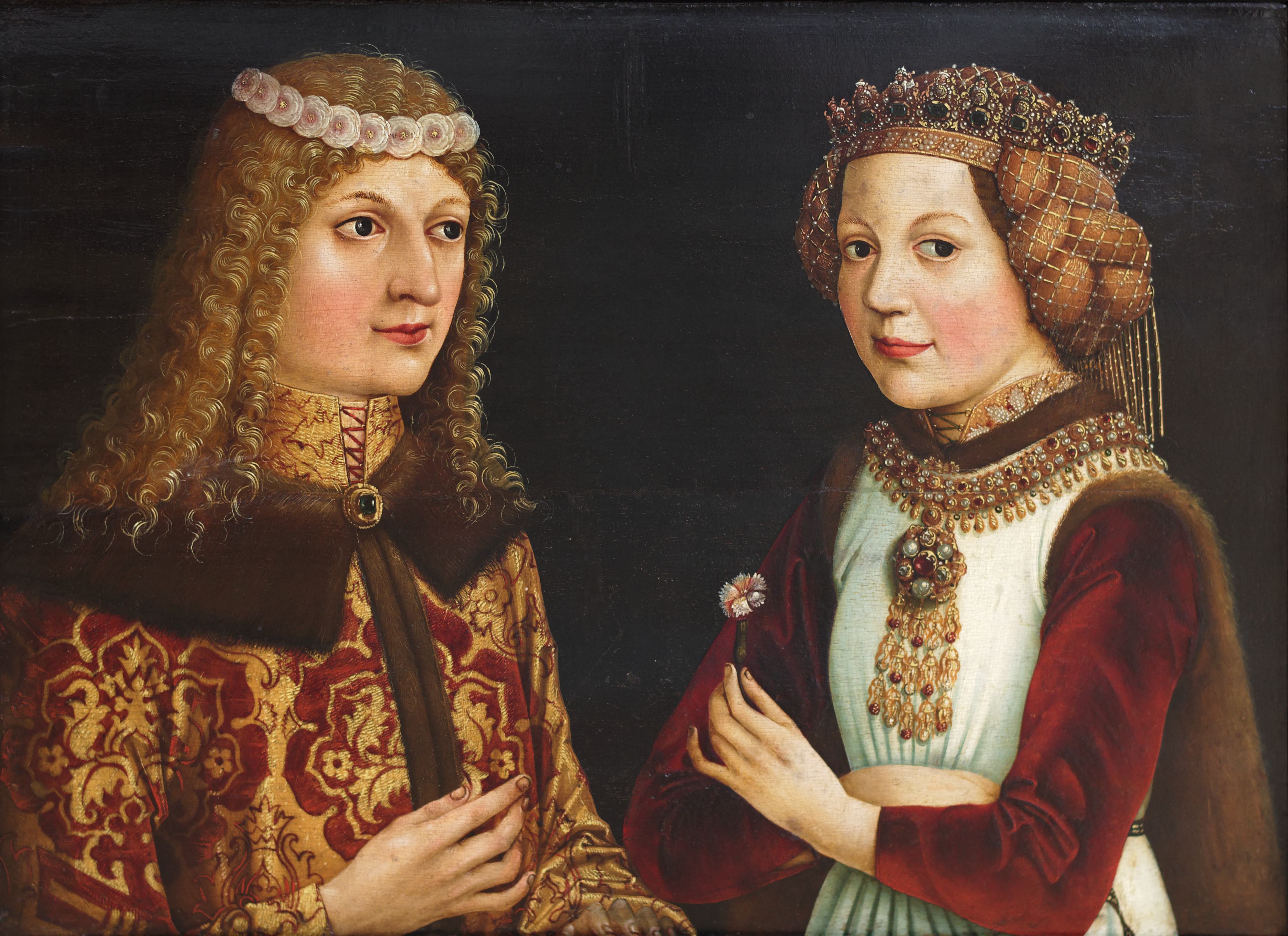
ラディスラウス・ポストゥムスとマドレーヌ・ド・フランスの婚約。

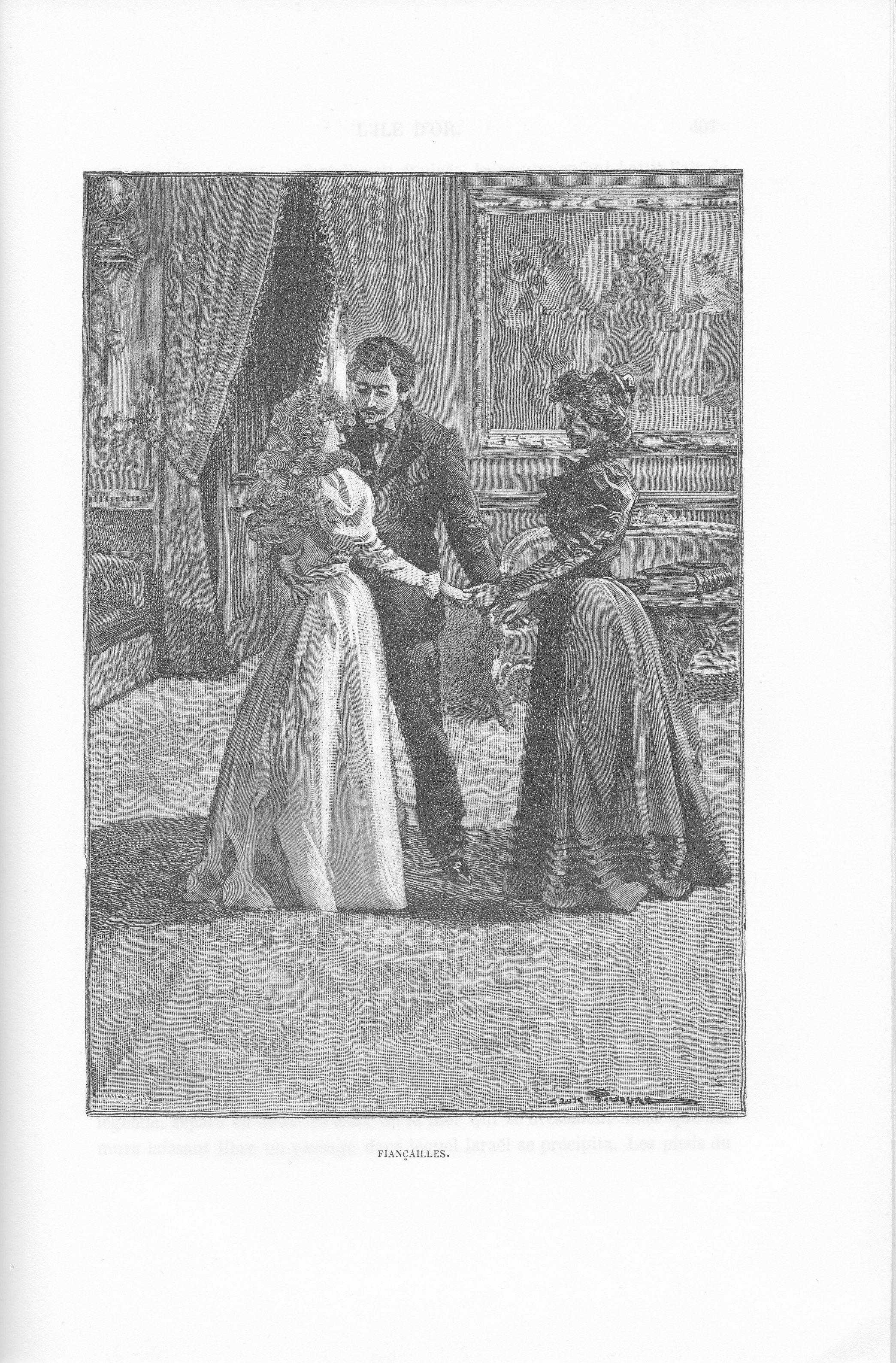
フランスのSF小説 :en:Corsaire Triplexの婚約場面の挿絵

婚約（こんやく、フランス語:fiançailles, 英語:engagement, betrothal）とは、結婚の約束をすること。
婚約した相手をフランス語では「fiancé(e) フィアンセ」と言い、日本語では「婚約者」と言う。

## 概説
婚約の発表の形態や方法には様々な様式があり、その文化的、法的な位置づけも様々である。
結婚式が宗教的になされることが多いので、婚約もまた宗教的な面が見られることが多い。キリスト教圏とイスラム教圏と仏教圏では、結婚や婚約の仕方は大きく異なることが多い。ただし近年では各国とも、生活の欧米化にともなって、キリスト教圏の影響が大きい。
欧米の伝統的な理解では、婚約は契約であり、婚約後に履行を拒むことは契約違反と見做される。しかし、離婚の増加や婚姻に関する考え方や慣習が変化する中で、婚約破棄を契約違反とは見做さない法理や判例も現れており、アメリカでは婚約違反訴訟を廃止している州も多い。
婚約から結婚までの間の期間を婚約期間といい、かつては居住環境の構築や、必要となる知識やスキルを習得するなど、結婚後の生活を立ち上げるための準備期間と考えられていたが、結婚への準備が簡素化した現代では、その婚姻を本当に自分は欲しているかどうかを再検討するための猶予期間と捉えられる場合も多い。

## 世界における婚約

### ローマ・カトリック
ローマ・カトリックにおいては、歴史的にはbetrothal婚約は、結婚と同程度に拘束力の強い、形式を伴った契約だと見なされていたもので、それを解除するには正式に離縁の手続きを経る必要があった。婚約をした男女は、たとえ結婚式をまだ挙げていなくても、また肉体的関係を持っていなくても、夫と妻であると法的にも認められた。人々に公にする形での「婚約期間」という概念は、1215年の第4ラテラン公会議（インノケンティウス3世が指揮したもの）によって導入された。「結婚することになる者たちは、教会で司祭によって人々の前で公に名を告げられるべきである。そうすることによって正統性のある障害がある場合は、それがやがて明らかになるからである　Medieval Sourcebook: Twelfth Ecumenical Council: Lateran IV 1215」。このような、教会による公の告示は、banns of marriageとして知られている。地区（教区）によっては、このようなbannsを声にして読みあげることが、結婚式の一部になっている場合もある。

### 正教会
正教会では、婚約は伝統的に、教会堂の拝廊で行われ、男女が結婚の第一段階に入ったことを示す。神品（聖職者）が婚約者たちにキスをし、蝋燭に火をともし、彼らにそれを持たせる。連祷および参加者全員による祈祷の後、「花嫁の指輪」を花婿の右手の指にはめ、「花婿の指輪」を花嫁の指にはめる。聖職者または花婿付き添いの男がそれを3回繰り返し、それを終えた後、最後の祈りをささげる。もともとは、婚約の式は、婚約の発表と同時に行われていたが、近年では結婚式の直前に行われる傾向がある。正教会では指輪の交換は結婚式では行われず、あえて言えば婚約式の中でだけ行われる。伝統的には「花婿の指輪」は金で、「花嫁の指輪」は銀である。

### 欧米圏
多くの欧米圏（オーストラリアや南アメリカを含む）では、婚約パーティーを開くことも多い。婚約パーティーは くだけた雰囲気で行われることが大半で、ゲストからの贈り物も求められない（ただし自主的に持参する人もいる）。またしばしば婚約指輪を交換する。

### アフリカ圏
アフリカ圏では、婚約指輪を交換するという伝統的な慣習は特にない。

### アジア
近代になって、生活が欧米化するにつれて、風習もだんだん欧米化していくようだが、昔ながらの伝統的な慣習に従うことも多い。
中国は地方によりいろいろな習慣があり、1978年の改革開放以来、経済発展が早い中国南方では西洋文化が導入され、婚約、結婚式なども欧米化していく傾向がある。一方で内地においては伝統習慣が強く、伝統的な式が執り行われる場合が多い。
アジア圏では、婚約指輪を交換するという伝統的な慣習は特にない。ただし、この点は日本も同様である。

## 日本における婚約

### 婚約の法的効力

#### 婚約の意義
日本では講学上において、婚約は男女間の将来的な婚姻についての契約と位置づけられている。ただし、日本の民法には婚約について全く規定が設けられていない（婚約の法的効果については判例による）。
婚約は内縁とは異なる。一般に婚約は「婚姻の予約」として理解されるが、判例には内縁について婚姻予約と位置づけて保護したものもあり、注意を要する。

#### 婚約の要件

##### 不要式行為
婚約は何ら方式を必要としない不要式行為である（最判昭38・9・5民集17巻8号942頁）。学説には確実な合意で足りるとする学説と公然性を要求する学説があり、対立点となっている。
ただし、結納や婚約指輪の交換は婚約成立の証明となり、後に当事者間で婚約の不履行が問題となった場合においても婚約の存在を証明するものとして重要な意味を持つ。外形的事実のない場合における婚約成立の認定には特に慎重さが求められるとされる。

##### 婚姻障害事由との関係
婚姻時に婚姻障害事由が存在しなければ、婚約時に婚姻障害事由が存在してもその効力は否定されない（婚姻適齢に達していない場合や未成年で父母の同意がない場合にも婚約については有効に成立する）。近親婚の禁止に違反する婚約は無効となる。
法律上の配偶者のある者との婚約の有効性については、大正期にこれを否定した判例があるが（大判大9・5・28民録26輯773頁）、事実上の離婚状態にあればこれを有効と解する学説がある。

#### 婚約の効力
婚約は婚姻についての合意（契約）ではあるが、その本質上、婚姻は両性の合意のみによって成立させるべきものであることから（日本国憲法第24条1項参照）、婚約の強制履行は認められない（通説・判例。判例として大連判大4・1・26民録21輯49頁）。
しかし、正当な理由なく婚約を破棄した場合には相手方に対して債務不履行あるいは不法行為として損害賠償責任を負わねばならない（通説・判例。判例として最判昭38・9・5民集17巻8号942頁）。
相手方に帰すべき事由によって、やむなく婚約を破棄する場合にも、その相手方に対して損害賠償を請求しうる（最判昭27・10・21民集6巻9号849頁）。また、他者の婚約関係を不当に妨害した者は共同不法行為者として不法行為責任を負う（通説・判例。判例として最判昭38・2・1民集17巻1号160頁）。
なお、結納が交わされていた場合には、その返還について別途問題となる。

### 他

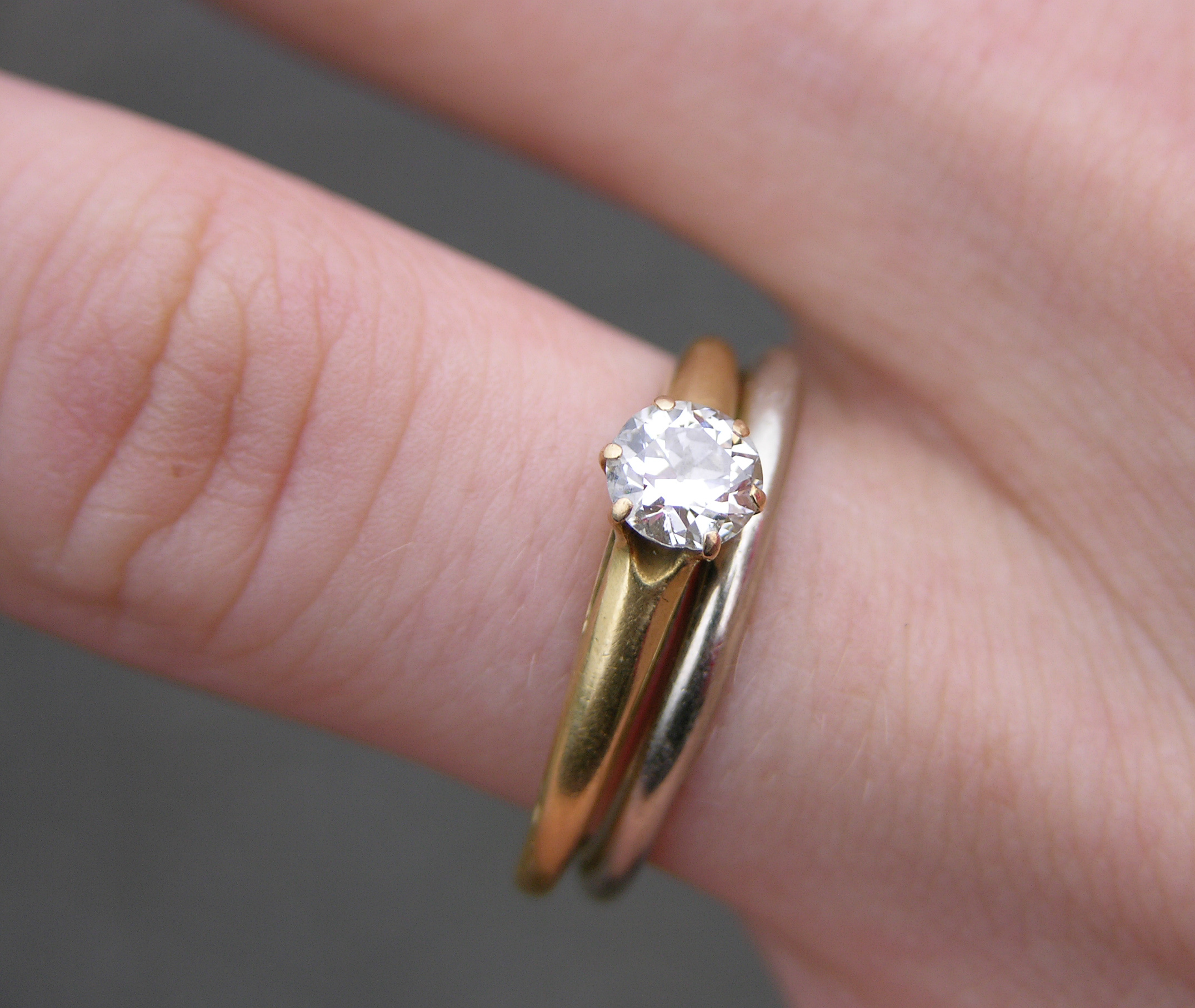
婚約指輪

婚約時に交換される指輪は婚約指輪と呼ばれ、男女とも左手の薬指につける。男性の払う着手金のような意味合いがある。
一方、結婚指輪は比較的安価なものが選ばれる。
婚約をしてから婚約指輪を交換するのではなく、男性が婚約指輪を贈ることでプロポーズ（求婚）することもある。

#### 日本の婚約破棄率
婚約破棄には書面などが必要ないことから、日本での婚約破棄に関する公式な統計データは存在しない。
しかし、日本の婚約破棄について調べたデータ（結婚の約束をしたことのある男女200名を対象にインターネット経由でアンケート　調査時期：2020年5月）によると、婚約破棄率は45％という結果がでている。
この調査結果は、別れて破談になっただけではなく『結婚前の死別・別れてはないが、結婚の話がなくなった』なども含まれる。